# Descarga y subida de archivos
La descarga de archivos es, en términos tecnológicos, la transferencia de archivos informáticos que se hace a un aparato electrónico a través de un canal de comunicación. El término descarga se utiliza frecuentemente para la obtención de contenido a través de una conexión a Internet, donde un servidor remoto recibe los datos que son accedidos por los clientes a través de aplicaciones específicas, tales como navegadores. De hecho, el acceso de cualquier información en Internet (por ejemplo, una página web) se lleva a cabo mediante la descarga antes de su contenido (texto, imágenes, etc.) y posterior visualización del contenido que está disponible de forma local en el dispositivo. Sin embargo, el uso del término descarga (no técnico) se limita a referenciar el contenido que es obtenido a través de Internet para su posterior visualización (offline), como un documento o aplicación. En algunos contextos, todavía se puede encontrar el término upload (subida), que hace referencia a la disponibilidad de datos a un dispositivo, es decir, lo inverso de lo que se entiende por descarga. Sin embargo, la distinción entre estos términos es una mera cuestión de perspectiva, porque cada vez que un dispositivo se está descargando, el dispositivo que interactúa con el mismo está haciendo una subida. Por lo tanto, la distinción se puede hacer mediante la determinación de qué dispositivo inicia la transferencia de datos (ya sea obteniendo o disponibilizando).
Subir o cargar y bajar o descargar son la transferencia de datos desde un host local a otro equipo o a un servidor. En caso de que ambos estén en red, se puede usar un servidor de FTP, HTTP o cualquier otro protocolo que permita la transferencia.

## Definición de subida
Subir es el archivo de salida de un ordenador a Internet.
Si el servidor de carga está en Internet, el usuario del servicio tiene ahora un repositorio de archivos, similar a un disco duro que está disponible para el acceso en cualquier computadora que esté en Internet. Subir es similar a bajar, excepto que en lugar de cargar archivos a su equipo, se los envía al servidor.
Los proveedores de gratuitos de carga varían ampliamente en sus políticas, las capacidades y el plazo de la validez de las transferencias. Pero, en general, todo funciona de la siguiente manera: el usuario que envía el archivo proporciona la dirección de correo electrónico de un destinatario. Este recibe un mensaje de correo electrónico del servidor de carga, que indica la disponibilidad del archivo, junto con una dirección URL.
Hacer una transmisión en vivo a través de Internet también es subir. Pues es hecha una transferencia de un flujo continuo, como un archivo sin fin determinado. Por eso es importante conocer la tasa de subida que está garantizado por su plan o ISP, intentar evitar demoras no deseadas durante la transmisión de audio y vídeo a través de Internet, o participando en videoconferencias.